# 캐슈나무
캐슈(cashew, Anacardium occidentale)는 옻나무과에 속하는 나무이다. 이 영어 이름은 캐슈나무의 열매를 가리키는 포르투갈어 이름 카주(caju)에서 유래하며, 이는 토속 투피어의 아카유(acajú)에서 비롯된 것이다. 원래 브라질 북부가 기원이지만 현재는 캐슈 씨와 캐슈 열매에 적합한 열대 기후에서 널리 자란다.
캐슈의 씨인 캐슈넛(표준어: 캐슈너트)은 식품으로 널리 소비된다. 헛열매인 캐슈는 캐슈애플로도 불린다.

## 학명
학명 Anacardium occidentale의 아나카르디움(Anacardium)은 거꾸로 된 심장 모양의 식물의 모습을 가리킨다. (ana는 "위쪽을 향한"을 뜻하며, "-cardium"은 "심장"을 뜻한다) 투피어에서 acajú는 "스스로 생산하는 열매"를 가리킨다.

## 캐슈넛
|  | 캐슈의 씨는 캐슈넛(cashew nut)이라고 하여 식용한다. 볶거나, 볶아낸 뒤 소금을 뿌리는 가공을 한다. |

### 생산량
| 2013년 세계 5대 캐슈넛(껍질 포함) 생산 국가  | 2013년 세계 5대 캐슈넛(껍질 포함) 생산 국가 | 2013년 세계 5대 캐슈넛(껍질 포함) 생산 국가 |
| -------------------------------------------- | ------------------------------------------- | ------------------------------------------- |
| 국가                                         | 생산량 (톤)                                 |                                             |
| 베트남                                       | 1,110,800                                   |                                             |
| 나이지리아                                   | 950,000                                     |                                             |
| 인도                                         | 753,000                                     |                                             |
| 코트디부아르                                 | 450,000                                     |                                             |
| 베냉                                         | 180,000                                     |                                             |
| 세계 총 생산량                               | 4,439,960                                   |                                             |
| 출처 : Food & Agriculture Organization (FAO) |                                             |                                             |

## 기름
캐슈 기름은 어두운 노란색이다.